# Зоммер, Пётр
Пётр Зоммер (пол. Piotr Sommer; род. 13 апреля 1948, Валбжих) — польский поэт и переводчик, главный редактор журнала Literatura na Świecie.

## Биография
Окончил филологический факультет Варшавского университета (английское отделение). Переводит английских и американских поэтов (Шеймас Хини, Джон Берримен, Роберт Лоуэлл, Джон Эшбери, Аллен Гинзберг и др.).

## Произведения

### Книги стихов
- W krześle (1977)
- Pamiątki po nas (1980)
- Przed snem (1981, 2008)
- Kolejny świat (1983)
- Czynnik liryczny (1986)
- Czynnik liryczny i inne wiersze (1988)
- Nowe stosunki wyrazów. Wiersze z lat siedemdziesiątych i osiemdziesiątych (1997)
- Erraty wybrane. Kwiat dzieł użytkowych (1997)
- Piosenka pasterska (1999)
- Rano na ziemi. Wiersze z lat 1968—1998 (2009)
- Dni i noce (2009)
- Wiersze ze słów (2009)

### Эссе и переводы
- Smak detalu i inne ogólniki (1995)
- Artykuły pochodzenia zagranicznego (1997)

## Публикации на русском языке
- Польские поэты XX века: Антология. — СПб.: Алетейя, 2000. — Т. II. — С. 465—468 (перевод Вл. Британишского)

## Признание
Премия Фонда Косьцельских (1988), поэтическая премия Силезиус (2010) и др.